# Gamont Labyrinthus
Il Gamont Labyrinthus è una formazione geologica della superficie di Titano.